# Plitvička Jezera
Plitvička Jezera es un municipio de Croacia en el condado de Lika-Senj.

## Geografía
Se encuentra a una altitud de 612 m s. n. m. a 143 km de la capital nacional, Zagreb.

## Demografía
En el censo 2011 el total de población del municipio fue de 4373 habitantes, distribuidos en las siguientes localidades:
- Bjelopolje - 114
- Čanak -  53
- Čujića Krčevina - 8
- Donji Vaganac -  6
- Drakulić Rijeka -  9
- Gornji Vaganac -  125
- Gradina Korenička - 82
- Homoljac - 21
- Jasikovac - 28
- Jezerce - 246
- Kalebovac - 35
- Kapela Korenička - 13
- Kompolje Koreničko - 130
- Končarev Kraj - 1
- Korana - 25
- Korenica - 1766
- Kozjan - 0
- Krbavica - 44
- Ličko Petrovo Selo - 110
- Mihaljevac - 44
- Novo Selo Koreničko - 12
- Oravac - 23
- Plitvica Selo - 44
- Plitvička Jezera - 315
- Plitvički Ljeskovac - 20
- Poljanak -  98
- Ponor Korenički - 3
- Prijeboj - 12
- Rastovača - 98
- Rešetar - 43
- Rudanovac - 123
- Sertić Poljana - 12
- Smoljanac - 245
- Šeganovac - 10
- Trnavac - 10
- Tuk Bjelopoljski - 15
- Vranovača - 194
- Vrelo Koreničko - 123
- Vrpile - 15
- Zaklopača - 5
- Željava - 38

| Gráfica de población de Plitvička Jezera 1857-2011                  |
|                                                                     |
| Según los censos de población de la oficina estadística de Croacia. |